# Filipe Oliveira
Filipe Vilaça Oliveira (* 27. Mai 1984 in Braga) ist ein ehemaliger portugiesischer Fußballspieler.
Oliveira begann bei Sporting Braga, wechselte aber als Jugendlicher zum FC Porto. Noch als Juniorenspieler wechselte er 2002 zum FC Chelsea, bei dem er aber nur zu gelegentlichen Einsätzen kam. Er wurde dann zunächst im Dezember 2004 an Preston North End ausgeliehen. Zur Saison 2005/06 wechselte er zu Marítimo Funchal. Im Sommer 2007 schloss er sich Aufsteiger Leixões SC an, mit dem er in der Saison 2007/08 den Klassenerhalt erreichte. Anschließend wechselte Oliveira zu seinem Heimatverein Sporting Braga. Dort kam er in der Spielzeit 2008/09 kaum zum Einsatz. In der Rückrunde 2009/10 wurde er zum Stammspieler und erreichte mit seiner Mannschaft die Vizemeisterschaft hinter Benfica Lissabon.
Im Sommer 2010 verpflichtete der italienische Erstligist FC Parma Oliveira, lieh ihn jedoch umgehend für ein halbes Jahr an den FC Turin in die Serie B aus. Hier konnte er sich nicht durchsetzen und kam nur viermal zum Einsatz. Er kehrte Anfang 2011 nach Parma zurück, kam in der Rückrunde 2010/11 nur zu einem Kurzeinsatz. Für die Spielzeit 2011/12 wurde er an Videoton FC nach Ungarn ausgeliehen. Im Sommer 2012 verpflichtete der Klub ihn fest. Mit der Meisterschaft 2015 konnte er seinen ersten Titel gewinnen.
In der Hinrunde 2016/17 verlor er seinen Platz im Team und saß meist auf der Ersatzbank. Anfang 2017 verließ er den Verein zum Anorthosis Famagusta nach Zypern. Nach Saisonende war er ein halbes Jahr ohne Klub, ehe er Anfang 2018 bei Sepsi OSK Sfântu Gheorghe in Rumänien anheuerte. Dort beendete er im Sommer 2018 seine Laufbahn.
In der Nationalmannschaft durchlief er alle Teams von U15 bis U19.